# Nick Jonas & the Administration
Nick Jonas & the Administration è un progetto musicale solista di Nick Jonas, già membro dei Jonas Brothers. Il progetto comprende Michael Bland, Tommy Barbarella, David Ryan Harris, John Fields e Sonny Thompson, oltre a Nick Jonas stesso.

## Formazione del gruppo
Il gruppo è formato da:
Nick Jonas come voce solista e chitarra ritmica, Michael Bland alla batteria, Tommy Barbarella alle tastiere, David Ryan Harris come chitarra solista, John Fields al basso, Sonny Thompson come chitarrista.
La band fu annunciata il 28 ottobre 2009 sulla pagina MySpace dei Jonas Brothers. I tre fratelli hanno voluto sottolineare che ciò non avrebbe implicato lo scioglimento della loro band, ma che Nick avrebbe condotto il progetto parallelamente a quello dei Jonas Brothers.

## Discografia

### Album in studio
- 2010 - Who I Am

### Singoli
- Who I Am
- Stay

### Brani
Il titolo della canzone 'Rose Garden' fa riferimento, o meglio, era ispirato, come dichiarato dallo stesso Nick Jonas,  all'omonimo (e famoso) giardino della Casa Bianca, dove, poco prima di scriverla, il cantante aveva avuto la possibilità di trovarsi, in occasione di alcuni incontri con il Congresso avuti proprio a Washington, in rappresentanza dei diabetici per incoraggiare gli investimenti statali per la ricerca.
Il brano 'Stay', assente nella prima versione dell'album 'Who I Am' essendo stata scritta dopo la sua prima pubblicazione, fu aggiunto in seguito nella lista delle canzoni dell'edizione speciale.
Il brano 'Tonight', inoltre, era una 'cover/rilettura acustica', se così si può dire, del brano omonimo dei Jonas Brothers, band per cui scrisse originariamente la canzone.